# コイラノス (ギリシア神話)
コイラノス（古希: Κοίρανος, Koiranos, 英: Coeranus）は、ギリシア神話の人物である。主に、
- ポリュイードスの父
- ポリュイードスの子
- イーピトスの子
- イードメネウスの御者

が知られている。以下に説明する。

## ポリュイードスの父
このコイラノスは、レロスのペレキュデースによると予言者メラムプースの子マンティオスの子クレイトスの子である。これに対し、パウサニアースは同じくメラムプースの子アバースの子としている。この人物は、予言者ポリュイードスの父と伝えられている。

## ポリュイードスの子
このコイラノスは、予言者ポリュイードスの子で、クレイトス、アステュクラテイア、マントーと兄弟である。よって、上記のコイラノスの孫にあたる。パウサニアースは、トロイア戦争に参加したエウケーノールの父と伝えている。しかし、ホメーロスはエウケーノールをポリュイードスの子としている。

## イーピトスの子
このコイラノスは、リュキア人イーピトスの子である。サルペードーンの指揮のもとトロイア戦争で戦ったが、アラストール、クロミオス、アルカンドロス、ハリオス、ノエーモン、プリュタニスとともにオデュッセウスに討たれた。

## イードメネウスの御者
このコイラノスは、クレータの王イードメネウスの御者である。トロイア戦争において、パトロクロスの遺体をめぐる戦闘でヘクトールに討たれた。